# Promynoglenes minuta
Promynoglenes minuta är en spindelart som beskrevs av A. David Blest och Vink 2002. Promynoglenes minuta ingår i släktet Promynoglenes och familjen täckvävarspindlar. Inga underarter finns listade i Catalogue of Life.